# Greene County (Ohio)
Greene County ist ein County im Bundesstaat Ohio der Vereinigten Staaten. Der Verwaltungssitz (County Seat) ist Xenia.

## Geographie
Das County liegt im mittleren Südwesten von Ohio und hat eine Fläche von 1078 Quadratkilometern, wovon drei Quadratkilometer Wasserfläche sind. Es grenzt im Uhrzeigersinn an folgende Countys: Clark County, Madison County, Fayette County, Clinton County, Warren County und Montgomery County.

## Geschichte
Greene County wurde am 24. März 1803 aus Teilen des Hamilton County und des Ross County gebildet. Benannt wurde es nach Nathanael Greene, der nach George Washington der bedeutendste amerikanische General während des Amerikanischen Unabhängigkeitskrieges war.
Im County liegt ein National Historical Park, der Dayton Aviation Heritage National Historical Park. Zwei Orte haben den Status einer National Historic Landmark, das Huffman Prairie Flying Field und das Colonel Charles Young House. 41 Bauwerke und Stätten des Countys sind im National Register of Historic Places eingetragen (Stand 5. April 2018).

## Demografische Daten

Alterspyramide des Greene County

Nach der Volkszählung im Jahr 2000 lebten im Greene County 147.886 Menschen in 55.312 Haushalten und 39.160 Familien. Die Bevölkerungsdichte betrug 138 Einwohner pro Quadratkilometer. Ethnisch betrachtet setzte sich die Bevölkerung zusammen aus 89,24 Prozent Weißen, 6,37 Prozent Afroamerikanern, 0,29 Prozent amerikanischen Ureinwohnern, 2,03 Prozent Asiaten, 0,03 Prozent Bewohnern aus dem pazifischen Inselraum und 0,38 Prozent aus anderen ethnischen Gruppen; 1,66 Prozent stammten von zwei oder mehr Ethnien ab. 1,23 Prozent der Bevölkerung waren spanischer oder lateinamerikanischer Abstammung.
Von den 55.312 Haushalten hatten 32,8 Prozent Kinder und Jugendliche unter 18 Jahre, die bei ihnen lebten. 58,0 Prozent waren verheiratete, zusammenlebende Paare, 9,6 Prozent waren allein erziehende Mütter, 29,2 Prozent waren keine Familien, 23,0 Prozent waren Singlehaushalte und in 7,7 Prozent lebten Menschen im Alter von 65 Jahren oder darüber. Die Durchschnittshaushaltsgröße betrug 2,53 und die durchschnittliche Familiengröße lag bei 3,00 Personen.
Auf das gesamte County bezogen setzte sich die Bevölkerung zusammen aus 23,9 Prozent Einwohnern unter 18 Jahren, 13,7 Prozent zwischen 18 und 24 Jahren, 27,0 Prozent zwischen 25 und 44 Jahren, 23,6 Prozent zwischen 45 und 64 Jahren und 11,8 Prozent waren 65 Jahre alt oder darüber. Das Durchschnittsalter betrug 36 Jahre. Auf 100 weibliche Personen kamen 94,8 männliche Personen. Auf 100 Frauen im Alter von 18 Jahren oder darüber kamen statistisch 91,4 Männer.
Das jährliche Durchschnittseinkommen eines Haushalts betrug 48.656 USD, das Durchschnittseinkommen der Familien betrug 57.954 USD. Männer hatten ein Durchschnittseinkommen von 42.338 USD, Frauen 28.457 USD. Das Prokopfeinkommen betrug 23.057 USD. 5,2 Prozent der Familien und 8,5 Prozent der Bevölkerung lebten unterhalb der Armutsgrenze. Davon waren 8,7 Prozent Kinder oder Jugendliche unter 18 Jahre und 6,9 Prozent waren Menschen über 65 Jahre.

## Ortschaften im Greene County

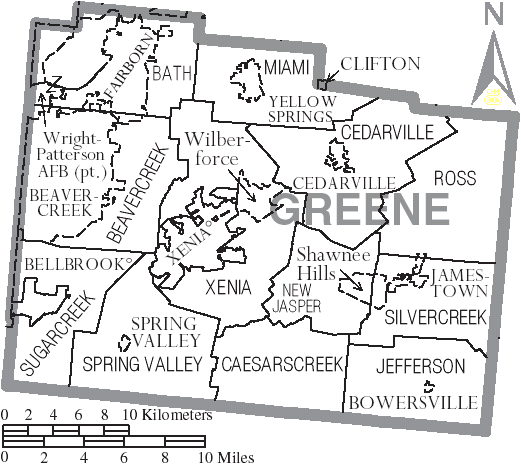
Karte des Greene Countys mit Gemeinde- und Stadtgrenzen

### Citys
| - Beavercreek - Bellbrook - Centerville (ein Teil der Stadt liegt im Montgomery County) - Fairborn - Huber Heights (im Greene County liegt nur eine Parzelle der Stadt; der Rest liegt im Montgomery County und im Miami County) - Kettering (ein Teil der Stadt liegt im Montgomery County) - Xenia |

### Villages
| - Bowersville - Cedarville - Clifton (part) | - Jamestown - Spring Valley - Yellow Springs |

### Townships
| - Bath - Beavercreek - Caesarscreek - Cedarville | - Jefferson - Miami - New Jasper - Ross | - Silvercreek - Spring Valley - Sugarcreek - Xenia |

### Census-Designated Places (CDP)
- Shawnee Hills
- Wilberforce
- Wright-Patterson Air Force Base

### Andere Ortschaften
- Byron